# Saint-Nazaire
Saint-Nazaire (en galó: Saint-Nazère, en bretón: Sant Nazer, en castellano: San Názaro) es una comuna francesa, cabecera de distrito en el departamento de Loira Atlántico y en la región de los Países del Loira.
Es parte de la Bretaña histórica. Saint-Nazaire formó inicialmente parte del Ducado de Bretaña hasta la Unión de Bretaña a Francia en 1532, que quedó bajo el Parlamento de Bretaña.
Los astilleros sannazarenses (Chantiers de l'Atlantique, Astilleros del Atlántico en castellano) son unos de los más grandes del mundo, pudiendo construir navíos de más de 300 metros. Asimismo, los cruceros más grandes del mundo (Wonder of the Seas y Harmony of the Seas) fueron construidos en esta ciudad.
San Názaro se halla en el macizo armoricano, al norte de la desembocadura del Loira y al sur de la fachada marítima de Bretaña.
La ciudad constituye, junto a Nantes, un polo de actividad económica en la macrorregión Gran Oeste, especialmente gracias a las infraestructuras del portuarias del Gran Puerto Marítimo de Nantes-Saint-Nazaire, así como por su peso en el sector industrial a través de la construcción aeronáutica y naval.
En el año 2020, en la comuna había 71 887 habitantes. Es el centro de la unidad urbana de Saint-Nazaire que, entre sus 17 (diecisiete) comunas, concentraba entonces 189 875. Es la segunda aglomeración del departamento.

## Geografía

### Ubicación
La localidad loiratana, ubicada en la ribera derecha del estuario del Loire y a 50 km al oeste de Nantes, está situada en las proximidades de las marismas de Brière, parque natural preservado, con numerosas especies animales y vegetales. 
Las comunas limítrofes son, en sentido de las agujas del reloj empezando por el suroeste: Pornichet, La Baule-Escoublac, Saint-André-des-Eaux, Saint-Joachim, Trignac y Montoir-de-Bretagne. Al sur hace litoral con el Loire, ubicándonse en la otra orilla la comuna de Saint-Brevin-les-Pins. La comuna de Pornichet nació en 1900 a partir de la partición de San Názaro y de Escoublac.

### Geología y relieve
La parte este de la comuna se halla sobre los terrenos aluviales ubicados entre el Brière y el estuario del Loira. La parte occidental, más extensa, se corresponde con la ladera de Guérande: el relieve es accidentado y de mayor altitud, donde se encuentra un fondo granítico y metamórfico.
El cambio entre ambos es brusco a lo largo de una línea que va de Ville-ès-Martin a La Belle Hautière, llegando a las marismas de Brière.
Al este de esta línea, la altitud es, en general, de dos metros, a excepción de ciertos puntos (Précégat en San Názaro, Butte de Savine, Trefféac en Trignac). Esta zona incluye todas las instalaciones portuarias, el centro de la ciudad (ayuntamiento, subprefactura, mercado) y las playas centrales (Petit Traict y Grand Traict).
Al oeste de la línea, la altitud varía entre 10 y 45 metros (en Les Six Chemins), aunque normalmente la altitud varía entre 20 y 35 metros. En esta parte se encuentra el oeste del centro de la ciudad. Las localidades de l'Immaculée y de Saint-marc-sur-Mer, así como los sectores rurales de San Názaro).
La comuna tiene una costa verdaderamente extensa que llega allende el Punto de Chémoulin al oeste.
Al oeste del Punto de Ville-ès-Martin hay una costa plagada de acantilados rocosos que se puede bordear a través de senderos, encontrándose por el camino numerosas playas, como las de Villès-Martin, de Porcé, y sobre todo aquellas que rodean la estación balnearia de Saint-Marc-sur-Mer.

## Clima
Enclavada en la costa atlántica, el clima sannazarense es, como el del resto del de los Países del Loira, de tipo templado oceánico. Este clima, muy influenciado por el estuario del Loira. Los inviernos son suaves (mínimas de 3 °C, máximas de 10 °C) y el verano es agradable y suave igualmente (mínimas de 12 °C y máximas de 24 °C). Las nevadas son muy raras, pero el invierno de 2009 a 2010 se registraron 10 días. Ahora bien, las lluvias sí son frecuentes (113 días anuales con lluvias), pero poco intensas, recapitulándose al término del año unos 743,3 mm; sin embargo, las precipitaciones son relativamente variables de un año a otro. Hay 1826 horas de sol al año, habiendo únicamente 53 días con son intenso.
A San Názaro llegan vientos, principalmente, desde el suroeste, vientos que están relacionados con las depresiones atlánticas, así como vientos del noreste cuando el tiempo es más estable. El viento medio anual es de 4,5 m/s y hay 60 días al año de vientos fuertes.
La proximidad al océano permite el establecimiento, principalmente en verano, de un fenómeno de brisa costera que modifica el régimen de vientos habitual.

La estación meteorológica de Météo-France instalada en la ciudad, y en servicio desde 1946 hasta 2014, permite conocer la evolución de los indicadores meteorológicos. 
| Parámetros climáticos promedio de Saint Nazaire (France) | Parámetros climáticos promedio de Saint Nazaire (France) | Parámetros climáticos promedio de Saint Nazaire (France) | Parámetros climáticos promedio de Saint Nazaire (France) | Parámetros climáticos promedio de Saint Nazaire (France) | Parámetros climáticos promedio de Saint Nazaire (France) | Parámetros climáticos promedio de Saint Nazaire (France) | Parámetros climáticos promedio de Saint Nazaire (France) | Parámetros climáticos promedio de Saint Nazaire (France) | Parámetros climáticos promedio de Saint Nazaire (France) | Parámetros climáticos promedio de Saint Nazaire (France) | Parámetros climáticos promedio de Saint Nazaire (France) | Parámetros climáticos promedio de Saint Nazaire (France) | Parámetros climáticos promedio de Saint Nazaire (France) |
| Mes                                                      | Ene.                                                     | Feb.                                                     | Mar.                                                     | Abr.                                                     | May.                                                     | Jun.                                                     | Jul.                                                     | Ago.                                                     | Sep.                                                     | Oct.                                                     | Nov.                                                     | Dic.                                                     | Anual                                                    |
| -------------------------------------------------------- | -------------------------------------------------------- | -------------------------------------------------------- | -------------------------------------------------------- | -------------------------------------------------------- | -------------------------------------------------------- | -------------------------------------------------------- | -------------------------------------------------------- | -------------------------------------------------------- | -------------------------------------------------------- | -------------------------------------------------------- | -------------------------------------------------------- | -------------------------------------------------------- | -------------------------------------------------------- |
| Temp. máx. abs. (°C)                                     | 16.8                                                     | 19.8                                                     | 23.5                                                     | 27.6                                                     | 31.2                                                     | 37.3                                                     | 36.2                                                     | 38.5                                                     | 33                                                       | 29.3                                                     | 20.9                                                     | 17                                                       | 38.5                                                     |
| Temp. máx. media (°C)                                    | 8.8                                                      | 9.8                                                      | 12.4                                                     | 14.5                                                     | 18.2                                                     | 21.4                                                     | 24.1                                                     | 24.2                                                     | 21.3                                                     | 16.9                                                     | 12.4                                                     | 9.7                                                      | 16.2                                                     |
| Temp. media (°C)                                         | 6.2                                                      | 6.7                                                      | 8.7                                                      | 10.4                                                     | 13.9                                                     | 16.7                                                     | 19.2                                                     | 19.1                                                     | 16.5                                                     | 13                                                       | 9                                                        | 7.1                                                      | 12.2                                                     |
| Temp. mín. media (°C)                                    | 3.5                                                      | 3.5                                                      | 5                                                        | 6.3                                                      | 9.5                                                      | 12                                                       | 14.2                                                     | 14                                                       | 11.7                                                     | 9.1                                                      | 5.7                                                      | 4.4                                                      | 8.3                                                      |
| Temp. mín. abs. (°C)                                     | -13.9                                                    | -13.8                                                    | -9.4                                                     | -3                                                       | -1                                                       | 2                                                        | 6.5                                                      | 4.8                                                      | 1.1                                                      | -6                                                       | -7.9                                                     | -10.6                                                    | -13.9                                                    |
| Precipitación total (mm)                                 | 72.8                                                     | 63.6                                                     | 43.8                                                     | 51.9                                                     | 53.4                                                     | 39                                                       | 32.8                                                     | 32.9                                                     | 59.8                                                     | 75.1                                                     | 75.1                                                     | 72.1                                                     | 672.3                                                    |
| Horas de sol                                             | 68.9                                                     | 107.8                                                    | 151.4                                                    | 170.8                                                    | 215.3                                                    | 221.1                                                    | 235.1                                                    | 243.8                                                    | 192                                                      | 129.5                                                    | 95.3                                                     | 61.5                                                     | 1869.5                                                   |
| Fuente: Météo climat stats «Clima de Saint Nazaire».     |                                                          |                                                          |                                                          |                                                          |                                                          |                                                          |                                                          |                                                          |                                                          |                                                          |                                                          |                                                          |                                                          |

## Historia
En marzo de 1942 el Reino Unido, a través del SOE (Special Operations Excutive), preparó el ataque contra el puerto de la ciudad con el objetivo de destruir el dique seco Normandie, construido para dar servicio al transatlántico homónimo y único capaz en Europa de albergar al acorazado Tirpitz si dicho navío sufría daños en un operación en aguas del Atlántico. Dicha operación tuvo lugar el 28 de marzo de 1942 bajo el nombre de Operación Chariot.

## Demografía
| 3381 | 3216 | 3303 | 3204 | 3771 | ABS. | 4145 | 5318 | 5743 | 10 845 | 18 896 | 17 066 | 18 300 | 19 626 | 25 575 | 30 935 | 30 813 | 35 813 | 35 762 | 38 267 | 41 631 | 39 411 | 40 488 | 43 281 | 11 802 | 39 350 | 58 286 | 63 289 | 69 251 | 68 348 | 64 812 | 65,874 | 67 200 | 68 522 |
| Para los censos de 1962 a 1999 la población legal corresponde a la población sin duplicidades (Fuente: INSEE [Consultar]) |      |      |      |      |      |      |      |      |        |        |        |        |        |        |        |        |        |        |        |        |        |        |        |        |        |        |        |        |        |        |        |        |        |

## Educación
Saint-Nazaire posee un liceo experimental, liceo público cogestionado por los profesores y por los alumnos.

## Hermanamientos
- Avilés (España)  desde el 7 de septiembre de 2013
- Saarlouis (Alemania) desde 1969
- Sunderland (Reino Unido) desde el 1 de mayo de 1953
- Peillac (Francia) desde 1990
- Mahdía (Túnez) desde mediados de la década de los 90

Asimismo, tiene acuerdos de cooperación con:
- Cienfuegos (Cuba) desde 1996
- Progreso (México) desde 2009
- Kribi (Camerún) desde 1987